# ウルリヒ (ポメラニア公)
ウルリヒ（ドイツ語：Ulrich, 1589年8月12日 - 1622年10月31日）またはウルリク・ダルウォフスキ（ポーランド語：Ulryk Darłowski）は、ポメラニア＝シュチェチネク公（在位：1618年 - 1622年）、ポメラニア＝リューゲンヴァルデ（ダルウォボ）およびブコヴォ公（在位：1621年 - 1622年）、カミエン監督（在位：1618年 - 1622年）。

## 生涯
ウルリヒはポメラニア公ボギスラフ13世とその最初の妃クララ・フォン・ブラウンシュヴァイク＝リューネブルクの第10子、六男として生まれた。1618年6月26日、兄フランツの跡を継ぎ、カミエン監督およびシュチェチネク公となった。その3年後の1621年、唯一存命であった兄ボギスラフ14世よりリューゲンヴァルデ（ダルウォボ）およびブコヴォを与えられた。1619年2月7日にヴォルフェンビュッテルにおいて、ブラウンシュヴァイク＝ヴォルフェンビュッテル侯ハインリヒ・ユリウスの娘ヘートヴィヒと結婚した。
1622年の秋、シュチェチン滞在中に重病に倒れたが、健康状態が良くなかったにもかかわらず、リューゲンヴァルデに戻ることを決めた。しかし途中で病状が突然悪化し、旅はプシビエルヌフで中断され、ウルリヒはそこで亡くなった。ウルリヒの遺体は1623年1月8日にシュチェチンの聖オットー教会の地下室に埋葬された。領地とカミエン監督位は兄ボギスラフ14世が継承した。
ウルリヒの突然の病気と死は、グリフ家の終焉を決定づけた。ウルリヒの結婚だけがまだ子供が生まれる望みがあったためである。まだ生存していた親族の兄ボギスラフ14世と従兄弟フィリップ・ユリウスは、いずれも結婚後長い間跡継ぎが生まれていなかった。